# Burn My Eyes
Burn My Eyes ist das Debütalbum der US-amerikanischen Metal-Band Machine Head. Das Album wurde am 9. August 1994 via Roadrunner Records veröffentlicht. Es wird neben Vulgar Display of Power von Pantera und Demanufacture von Fear Factory zu den einflussreichsten Metalalben der 1990er Jahre gezählt.

## Entstehung
Einen Großteil der Lieder schrieb Flynn während einer für ihn schweren Zeit. Flynn, Duce und ein Bekannter der beiden gerieten in eine Massenschlägerei mit einer Straßengang. Der Bekannte von Flynn stach daraufhin einige Gangmitglieder mit einem Messer nieder. Da die Gang wusste, dass Flynn zur damaligen Zeit noch bei Vio-lence spielte und die Band in Kürze in der Gegend ein Konzert spielte, drohte die Gang dem Clubbesitzer damit, während des Konzerts Handgranaten auf die Bühne zu werfen. Flynn verließ daraufhin Vio-Lence und lebte die nächsten Monate in panischer Angst. Schlagzeuger Chris Kontos verließ kurz nach Beendigung der Aufnahmen die Band, sein Nachfolger wurde ab 2016 Dave McClain.
Aufgenommen wurde Burn My Eyes in den Fantasy Studios in Berkeley. Produziert wurde das Album vom Briten Colin Richardson. Im Vorfeld kam es zum Streit mit der niederländischen Band Gorefest, die Richardson für den Aufnahmezeitraum gebucht hatten. Gemischt wurde das Album von Colin Richardson und Vincent Wojno, während Eddy Schreyer das Mastering übernahm. Ursprünglich sollte das Album Davidian heißen. Auf Intervention des Roadrunner-A&R Monte Conner wurde daraus schließlich Burn My Eyes. Auch mit dem Klang des Albums war Conner zunächst nicht einverstanden und ordnete an, dass das Album komplett neu gemischt werden muss.

## Hintergrund
Das Lied Davidian handelt von der Waco-Belagerung, bei der 82 Mitglieder der Sekte Branch Davidians um ihren Anführer David Koresh ums Leben kamen. In Death Church geht es darum, dass jeder Mensch stark sein und nicht nach den Vorgaben anderer leben sollte.
In dem Lied I’m Your God Now geht es um den Beinahetod von Robb Flynn. Zu der Zeit, als die Band den Vertrag bei Roadrunner unterschrieb, hatte Flynn ein ernsthaftes Drogenproblem. Kurz vor der Veröffentlichung des Albums setzte sich Flynn eine Überdosis Heroin. Er überlebte, schwor sich aber, kein Heroin mehr anzurühren. Ursprünglich sollte I’m Your God Now nicht für das Album verwendet werden. Nachdem ein Freund von Flynn an einer Überdosis gestorben war, entschied sich die Band anders und widmete ihrem Freund das Lied. Das Lied Blood for Blood enthält ein Gitarrenriff, welches dem Riff des Liedes Spirit in Black von Slayers Seasons-in-the-Abyss-Album ähnelt.
Real Eyes, Realize, Real Lies ist ein Instrumentalstück, welches Ausschnitte von Nachrichtensendungen enthält. In diesen Ausschnitten geht es um die Unruhen in Los Angeles 1992 sowie um Vorurteile von Schwarzen gegenüber Weißen und umgekehrt. Das Lied stellt laut Flynn ein Statement zum Thema Rassismus dar.
Für die Texte wurde Flynn heftig kritisiert. Ihm wurde vorgeworfen, den jugendlichen Hörern Gewalt zu propagieren. Flynn widersprach diesen Kritiken und erklärte, dass er „lediglich das zu Papier gebracht habe, was er mit eigenen Augen in Amerika gesehen habe“.
Zum 25-jährigen Jubiläum von Burn My Eyes spielte die Band eine weltweite Konzertreihe, bei der unter anderem das Album in voller Länge mit Hilfe von Gitarrist Logan Mader und Schlagzeuger Chris Kontos, beide Teil der damaligen Originalbesetzung, gespielt wurde.

## Rezeption
Burn My Eyes wurde von der Fachpresse mit hervorragenden Kritiken bewertet. Das Magazin Rock Hard wählte Burn My Eyes zum Album des Monats, und Redakteur Frank Albrecht vergab in der Kritik die Höchstpunktzahl. Für Albrecht ist Burn My Eyes „das Album, auf das die Thrash-Gemeinde viel zu lange warten musste“. Ferner war Albrecht sich sicher, dass das Album „schon sehr bald in einem Atemzug mit Klassikern wie Reign in Blood oder Bonded by Blood [genannt] wird“. Oliver Recker vom deutschen Metal Hammer schrieb, dass die Band „Melodien und Riffs hat, die einem die Freudentränen in die Augen treibt“ und vergab sieben von sieben Punkten. Den Titel des Albums des Monats teilte sich Burn My Eyes mit dem Album Pawn Shop Guitars von Gilby Clarke.
Das Album erreichte Platz 35 der deutschen, Platz 29 der österreichischen und Platz 25 der britischen Albumcharts. Burn My Eyes wurde zu einem der meistverkauften Alben der Roadrunner-Geschichte und wird von vielen Metalfans als das beste Debütalbum der Firma bezeichnet. Insgesamt verkaufte sich das Album in den USA ca. 150.000 Mal, während weltweit mehr als 400.000 Exemplare verkauft wurden. Bis zur Veröffentlichung des ersten Slipknot-Albums war Burn My Eyes das meistverkaufte Debütalbum einer Roadrunner-Band.
Während die Band in Europa große Erfolge feiern konnte hielten sich Erfolge in Nordamerika in Grenzen. Zu den Konzerten kamen im Schnitt nur 150 Zuschauer, während es in Europa bis zu 3.000 waren. Die erfolglose Headlinertournee durch Nordamerika wurde von der Band zynisch „The Disastour“ getauft.

## Versionen
Neben der regulären CD-Version gibt es eine spezielle Version in einem schwarzen Jewel Case, auf dem das Machine Head-Logo aufgedruckt ist. Die Digipak-Version enthält als Bonus eine Coverversion des Poison-Idea-Liedes Alan’s on Fire. In Australien erschien eine Tour Edition, die eine Bonus-CD mit fünf Liedern als Demoversionen enthält.

## Wiederveröffentlichung
Am 31. Oktober 2006 kündigte Roadrunner an, das Album im Rahmen des 25-jährigen Firmenjubiläums neu zu veröffentlichen. Die Wiederveröffentlichung sollte eine Bonus-CD enthalten, auf der bisher unveröffentlichtes Material bzw. Raritäten verwendet werden sollten. Als möglichen Veröffentlichungstermin wurde der 8. Januar 2007 benannt. Später wurde die Wiederveröffentlichung auf den September 2007 verschoben um der Veröffentlichung des neuen Albums The Blackening nicht im Wege zu stehen. Schließlich verzichtete Roadrunner auf die Wiederveröffentlichung.